# غارهای پوزه سرخ ۳
غارهای پوزه سرخ ۳ مربوط به دوران پارینه‌سنگی جدید - دوران فرادیرینه‌سنگی است و در شهرستان پاسارگاد، بخش هخامنش، دهستان مادرسلیمان، روستای مبارک‌آباد، تنگ بلاغی، دره غرب پوزه سرخ واقع شده و این اثر در تاریخ ۱۵ دی ۱۳۸۷ با شمارهٔ ثبت ۲۴۱۸۸ به‌عنوان یکی از آثار ملی ایران به ثبت رسیده است.